# 벨리 카블라크
벨리 카블라크(튀르키예어: Veli Kavlak, 1988년 11월 3일, 오스트리아 빈 ~ )은 오스트리아의 전 축구 선수이다.